# Манитобский детский музей
Манитобский детский музей (англ. Manitoba Children's Museum) — некоммерческий благотворительный детский музей, расположенный в историческом районе Форкс в городе Виннипег, в провинции Манитоба, в Канаде.

## История
Музей был основан в 1983 году. Первая выставка прошла на складе площадью в триста семьдесят квадратных метров 21 июня 1986 года.  В то время в музее были открыты три постоянные экспозиции: «Элеватор и поезд», «Смысл» и «Купол», которые в первый год посетили шестьдесят пять тысяч человек. В 1988 году музей расширил территорию, удвоив своё пространство в том же месте.
В 1989 году было принято решение перенести музей в новое помещение. В 1994 году, после капитального ремонта, обошедшегося четыре миллиона канадских долларов, музей переехал в современное здание, которое раньше называлось Кинсмен-билдинг, и также было известно под названием Ремонтной мастерской Северо-Тихоокеанской и Манитобской железной дороги или Си-Эн-Эр-Бриджз-энд-Стракчерс-билдинг, в историческом районе Форкс. Здание является старейшим из сохранившихся строений по ремонту поездов в Манитобе. Построенное в 1889 году Северо-Тихоокеанской и Манитобской железнодорожной компанией, оно первоначально включало в себя механический и кузнечный цеха, машинное отделение, веерное депо с десятью стойлами и поворотную платформу. Спроектированное Джоном Вудманом, здание представляло собой типичный пример промышленного строения конца XIX века и было официально признано объектом наследия провинции Манитоба 22 марта 1995 года.
После капитального ремонта в 2010 и 2011 годах, стоившего десять миллионов канадских долларов и включавшего строительство двенадцати новых постоянных экспозиций, обновленного Центра искусств и выставок и пристройки Приёмного центра Бюлера, музей вновь открылся для публики 4 июня 2011 года, в день своего двадцатипятилетия. Двенадцать галерей были спроектированы как отдельные конструкции, поэтому, если в одной из них идёт ремонт или меняется экспозиция, это не затрагивает другие галереи. Галереи были спроектированы монреальской компанией «Тобогган-Дизайн». Реконструкция 2011 года привела к появлению нового приёмного центра площадью в триста тридцать квадратных метров с новым административным офисом, музейным магазином и столовой.
Большую часть реконструкции оплатили федеральное правительство — два с половиной миллиона долларов из Канадского наследия Канадского фонда культурных пространств и миллион с четвертью канадских долларов из Фонда стимулирования инфраструктуры Канады, правительство провинции Манитоба (миллион с четвертью канадских долларов) и город Виннипег (около пятисот тысяч канадских долларов). Остальная часть средств на ремонт поступила от частных жертвователей, в том числе от филантропов Джона и Бонни Бюлер (восемьсот тысяч канадских долларов), и от мероприятий по сбору средств.

## Экспозиции

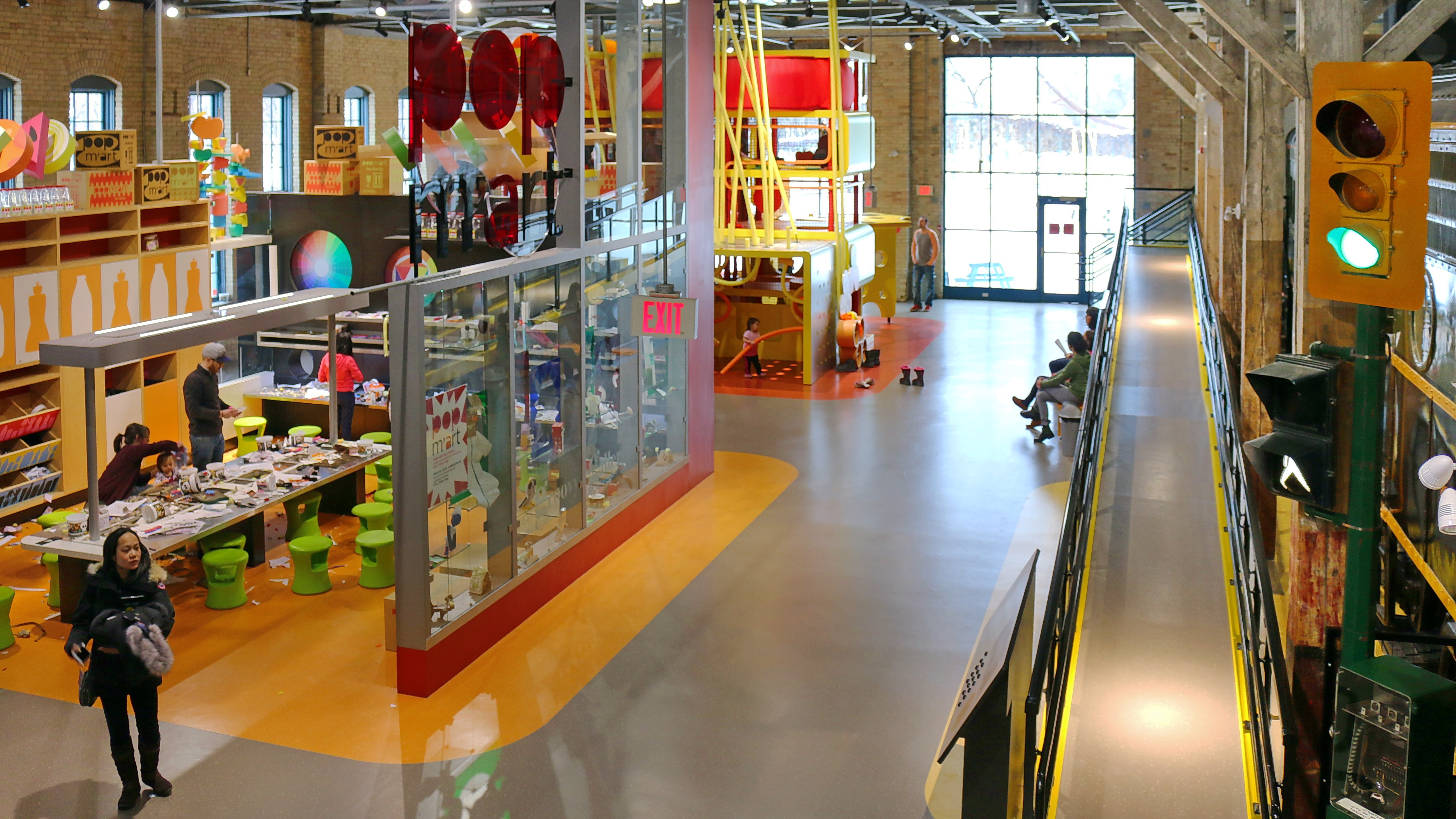
Интерьеры музея

Детский музей состоит из двенадцати постоянных галерей.. Посетители могут побывать на борту настоящего тепловоза 1952 года и пассажирского вагона «Паллман» 1910 года, исследовать пятиэтажную смотровую площадку «Лазанья», проверить своё восприятие в гигантском туннеле иллюзий, провести эксперименты с водой в «Сплэш Лэб» и побывать на многих других аттракционах. Эксклюзивное пространство для малышей «Тот Спот» удовлетворяет потребности самых маленьких посетителей музея.
Музей предоставляет экскурсионные услуги, образовательные программы и семинары, абонементы, весенние и летние дневные лагеря, проведение мероприятий по случаю дня рождения, аренду музейного пространства и многое другое. 18% операционного бюджета музея поступает от государства. Заработанный доход и инициативы по сбору средств покрывают оставшиеся 82% операционных расходов.
Текущие музейные экспозиции включают «Квадрат времени», «Тот Спот», «Зону падения», «Меллоу Марш», «Туннель иллюзий», «Развязку 9161», «Машинное отделение», «Сюжетную линия», «Молочную машину», «Сплэш Лэб», «Поп-март», «Лазанья Лукаут». В музее также находится историческая сказочная витрина Итона «Деревня Санты», которая открыта сезонно с середины ноября до начала января во время праздников. Витрина была полностью отреставрирована и перенесена из пристройки на девятом этаже магазина «Итон» в центре города Виннипег. Экспозиция включает пятнадцать витрин на сказочные темы, в том числе по таким классическим произведениям, как «Золушка», «Шалтай-Болтай» и «Три слепые мыши». Каждое лето в детском музее открывается новая передвижная сезонная экспозиция.
Музей связан с Канадской ассоциацией музеев (CMA), Канадской ассоциацией научных центров (CASC), Ассоциацией детских музеев (ACM), Канадской информационной сетью наследия (CHIN) и Виртуальным музеем Канады.

## Награды и отличия
Манитобский детский музей внесен в список «Звездная достопримечательность Манитобы» по версии «Трэвел Манитоба». Получил звание «Лучший аттракцион на дороге» от Рэнда Макнелли в Атласе дорог 2010 года. Читатели журнала «Виннипег Парент Ньюсмагазин» в 2011 году признали его «Лучшим местом для детской вечеринки», «Лучшим местом, куда можно взять ребенка в неприятный день» и «Лучшим игровым местом в помещении». Сувенирный магазин музея регулярно получает отличную оценку от «Проджект Писмейкерс» за ежегодные проверки игрушек в проекте «Насилие, это не детская игра».
Манитобский детский музей признан Советом чтения Большого Виннипега лауреатом премии Международной ассоциации чтения в области грамотности в 2011 году. Он также признан победителем в номинации «Лучший новый или улучшенный аттракцион» по версии журнала «Уэйя Магазин» в 2011 году.